# Curtea Veche

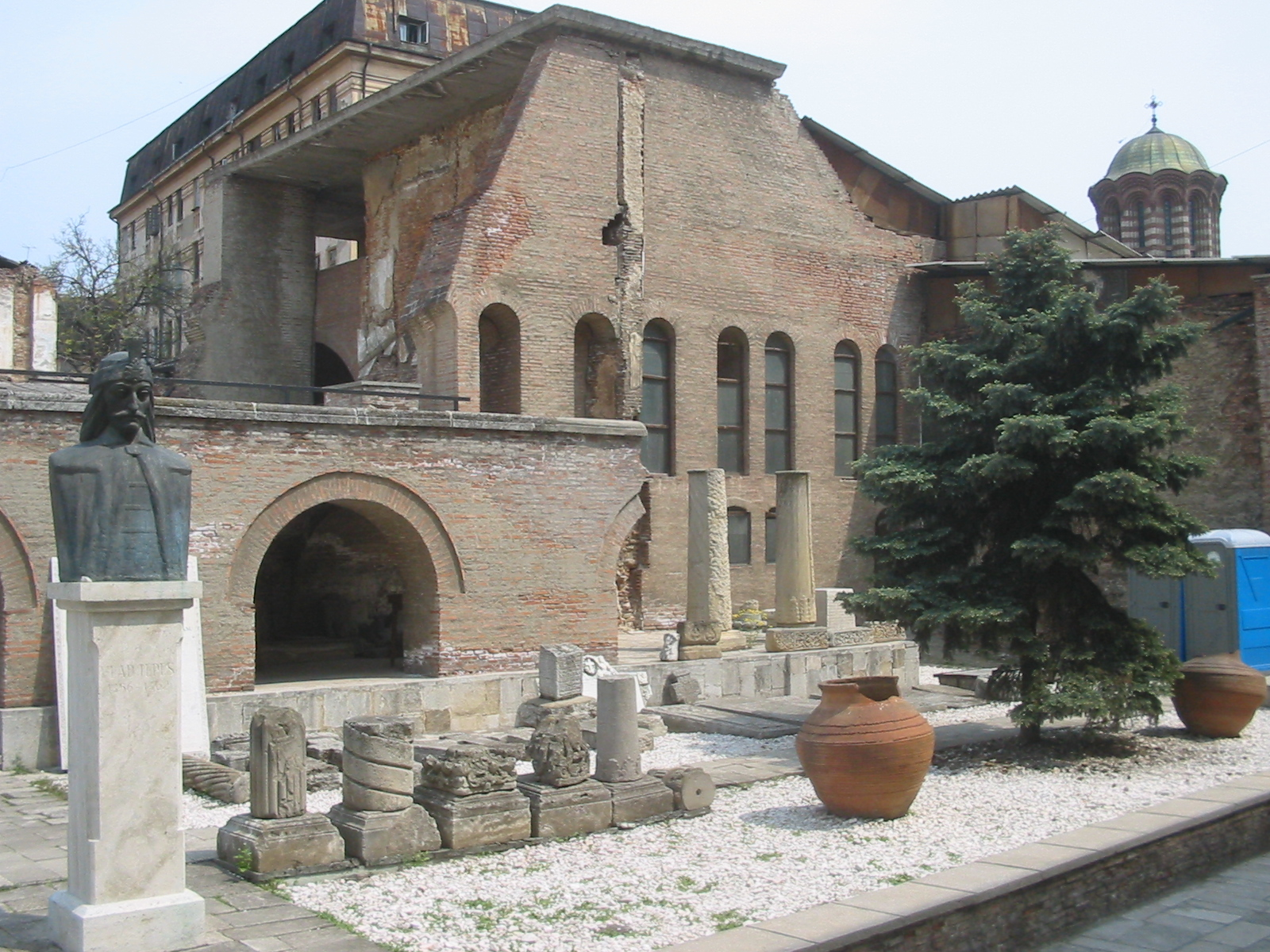
Curtea Veche

Curtea Veche (Oud Koninklijk Hof) is gevestigd in het centrum van de stad Boekarest, de hoofdstad van Roemenië. Het eerste hof werd gebouwd tijdens de regeerperiode van Vlad Țepeș, in de 15de eeuw, toen Radu cel Frumos de koninklijke residentie en de Walachijse hoofdstad naar Boekarest verplaatste. In de 16de eeuw herbouwde Mircea Ciobanul het hof volledig waarna het hof de kern van Boekarest werd, dat door huizen van handelaren en vaklieden werd omringd. Alexander Ypsilanti bouwde een nieuw koninklijk hof in 1775 op Dealul Spirii waardoor dit hof sindsdien "Oud Hof" (Curtea Veche) wordt genoemd. Het paleis inspireerde Mateiu Caragiale om zijn Craii de Curtea-Veche te gaan schrijven. Na een groot aantal rampen, is er nog weinig van Curtea Veche overgebleven. Tegenwoordig is Curtea Veche een museum. Aan de overkant van de straat (Lipscani) ligt het bekende hotel en restaurant, vroeger herberg, Hanul lui Manuc.